# Van Gogh (1991)
Van Gogh (bra/prt: Van Gogh) é um filme de drama biográfico francês de 1991 dirigido e escrito por Maurice Pialat. 
Foi selecionado como represente da França à edição do Oscar 1992, organizada pela Academia de Artes e Ciências Cinematográficas.

## Elenco
- Jacques Dutronc - Vincent van Gogh-Personagem principal
- Alexandra London - Marguerite (Gachet)
- Bernard Le Coq - Theo van Gogh
- Gérard Séty - Gachet
- Elsa Zylberstein - Cathy
- Corinne Bourdon - Jo
- Leslie Azzoulai - Adeline
- Jacques Vidal - Ravoux
- Chantal Barbarit - Madame Chevalier